# Aşıq Qərib

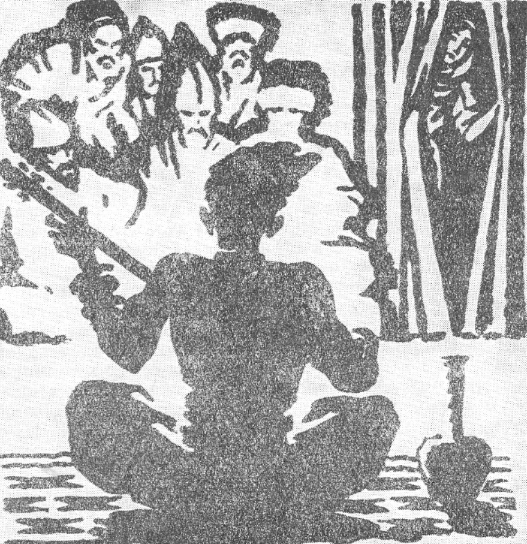
«Rückkehr des Ashik-Garib». Illustration M. V. Uschakow-Poskotschin. Mascara. 1939

Aşıq Qərib ist ein aserbaidschanisches romantisches, märchenhaftes Epos über einen fahrenden Epensänger (Aşıq), das auch im Kaukasus, Zentral- und Kleinasien beliebt ist. 
Die erste schriftliche Fassung wurde von Michail Lermontow 1837 aufgezeichnet, der die Geschichte wohl von Mirza Fet Ali in Tiflis erzählt bekam. 1846 wurde Lermontows russische Fassung postum veröffentlicht.
Die Handlung wurde in den Opern Ashik-Gharib von Üzeyir Hacıbəyov und Schach-Senem (1923–1925) von Reinhold Moritzewitsch Glière vertont. Auch das Ballett Aschik-Kerib (1939–1940) von Boris Wladimirowitsch Assafjew ist eine Vertonung des Epos. 
Sergei Paradschanow verfilmte das Werk 1988 als Ashugi Quaribi (deutsch: Kerib, der Spielmann).

## Deutsche Ausgaben
- Michail Lermontow: Kerib der Spielmann. Ein türkisches Märchen. Deutsch von Werner Creutziger. S. 239–249 in: Michail Lermontow: Prosa und Dramatik. 584 Seiten. Rütten & Loening, Berlin 1987, ISBN 3-352-00095-6
- Michail Lermontow: Ashik-Kerib. Übersetzt von Claudia Zecher. (= Russische Klassiker für Kinder). Mescheryakov, Wien 2011, ISBN 978-3-902755-18-6 (Kinderbuch, 30 S.)